# Эвиденциальность в десано
Статья описывает глагольную категорию эвиденциальности в языке десано.
Для языков семьи тукано характерно наличие грамматической категории эвиденциальности, указывающей на происхождение информации, которую сообщает говорящий. В десано эта категория особенно развита и включает шесть элементов.

## Типы эвиденциальности
Говорящий на десано, сообщая некоторую информацию, обязан использовать различные формы глагола в зависимости от источника информации. В десано различаются шесть типов эвиденциальности:
- визуальное свидетельство;
- невизуальное свидетельство;
- информация, полученная от свидетеля события;
- информация, полученная из источника, не являвшегося свидетелем события;
- вывод на основе увиденного результата;
- вывод на основе рассуждения[2].

Пять типов эвиденциальности образуются с помощью суффиксов, шестой тип (визуальное свидетельство) — немаркированный (нулевой суффикс). В отличие от, например, туюка, где один суффикс используется для согласования с субъектом и указания на тип эвиденциальности и время действия, в десано эвиденциальный суффикс не несёт дополнительных значений.

### Визуальное свидетельство
При сообщении о событиях, увиденных лично, говорящий использует тип эвиденциальности, который называется «визуальное свидетельство». Этот тип является единственным в системе эвиденциальности языка десано, который не маркируется суффиксом.
| ĩgʉ̃                          | pea   | tabegʉ       | imĩ                          |
| 3SG:M                        | дрова | рубить-3SG:M | делать-3SG:M.EVID:VIS.IMPERF |
| Он рубил дрова (я это видел) |       |              |                              |

Также данный тип эвиденциальности может использоваться для сообщения о состоянии или действии, которое не наблюдалось, если наглядно виден его результат. В таких случаях используется сложная глагольная конструкция: вспомогательный глагол ari- (быть) с нулевым суффиксом визуального свидетельства и основной глагол с суффиксом результатива.
| pisadã                                                         | waire           | badigʉ              | aribi               |
| кот                                                            | рыбаTOP.NON.A/S | есть-PAST.NOMZ.MASC | быть-EVID:VIS.3SG:M |
| Кот съел рыбу (хорошо видны следы на земле, где он это сделал) |                 |                     |                     |

### Невизуальное свидетельство
Говорящий на десано использует в глаголах суффикс -ku- невизуального свидетельства при сообщении о событиях, которые он не видел, но воспринимал посредством других органов чувств: слуха, обоняния, осязания либо вкуса. Следующий пример отличается от примера из предыдущего раздела тем, что говорящий не видел процесс рубки дров, но слышал соответствующие звуки.
| ĩgʉ̃                           | pea   | tabegʉ       | ikʉmĩ                         |
| 3SG:M                         | дрова | рубить-3SG:M | делать-3SG:M.EVID:NVIS.IMPERF |
| Он рубил дрова (я это слышал) |       |              |                               |

Этот же тип эвиденциальности используется для сообщения о собственных чувствах или настроении.

### Пересказывательность
Для обозначения событий, о которых говорящий узнал от непосредственного свидетеля, используется пересказывательная эвиденциальность, маркируемая суффиксом -yõ-.
В следующем примере говорящий рассказывает о школе, построенной в соседней деревне, которую он сам не видел, но о которой ему рассказал человек, видевший школу.
| yuhu                | eskola | iayõrã                            | ĩrã |
| один                | школа  | делать-PERF.EVID:HSAY.3PL:AN.PERF | 3PL |
| Они построили школу |        |                                   |     |

### Фольклор /Квотатив
Для обозначения событий, о которых говорящий узнал от кого-либо, не являвшегося свидетелем, используется данный тип эвиденциальности, маркируемый суффиксом -yũ-. Данный тип также используется для пересказа мифов, легенд — информации, источник которой не определён.
Следующий пример схож с приведённым в предыдущем разделе, однако говорящий узнал о построенной в соседней деревне школе от другого человека, который новое здание тоже не видел.
| yuhu                | eskola | iayũrã                            | ĩrã |
| один                | школа  | делать-PERF.EVID:HSAY.3PL:AN.PERF | 3PL |
| Они построили школу |        |                                   |     |

### Косвенное свидетельство
Если говорящий рассказывает о действии, которого он непосредственно не наблюдал, основываясь на видимый результат, используется данный тип эвиденциальности, образуемый с помощью суффикса -ya-.
В следующем примере человек увидел капли на растениях и влажную землю, на основе чего сделал вывод, что ночью шёл дождь.
| dopa            | yãmĩrẽ   | dehko | mẽrãyã          |
| сегодня         | ночь.REF | вода  | падать.EVID:RES |
| Ночью был дождь |          |       |                 |

### Умозаключение
Суффикс -ka- используется для построения глаголов, маркированных эвиденциальностью типа умозаключение. Этот тип используется для сообщения информации, о которой говорящий предполагает, основываясь на собственном опыте, культурном, историческом или физическом знании
В бассейне реке Ваупес знают, что речные пороги опасны для жизни и здоровья, поэтому кто-либо может предупредить товарища, что и этот конкретный порог может быть опасен.
| ʉhtãmũgere                          | wabita        | gʉyaãrĩkã              |
| пороги.LOC.REF                      | идти.NEG.EMPH | опасный.быть.EVID:REAS |
| Не ходи к речному порогу, он опасен |               |                        |